# 広域紋別病院
広域紋別病院（こういきもんべつびょういん）は、北海道紋別市にある病院。西紋（紋別市・紋別郡滝上町・興部町・西興部村・雄武町）の5市町村が共同で運営しており、地域の中核病院になっている。

## 沿革
西紋地域5市町村が北海道立紋別病院移管方針を踏まえて検討会を設置して北海道と協議を行い、2010年（平成22年）に覚書・確認書を締結した。5市町村は一部事務組合となる「広域紋別企業団」を設立し、2011年度（平成23年度）から運営を引き継いだ。開設後に新病院の基本計画・基本設計を策定し、北海道紋別北高等学校跡地に移転した。
- 2010年（平成22年）：北海道と西紋別地域5市町村において、北海道立紋別病院移管に係る覚書及び確認書締結[4][5]。広域紋別病院企業団設立[5]。
- 2011年（平成23年）：「広域紋別病院」開設[5]。
- 2015年（平成27年）：新病院開院[5][6]。

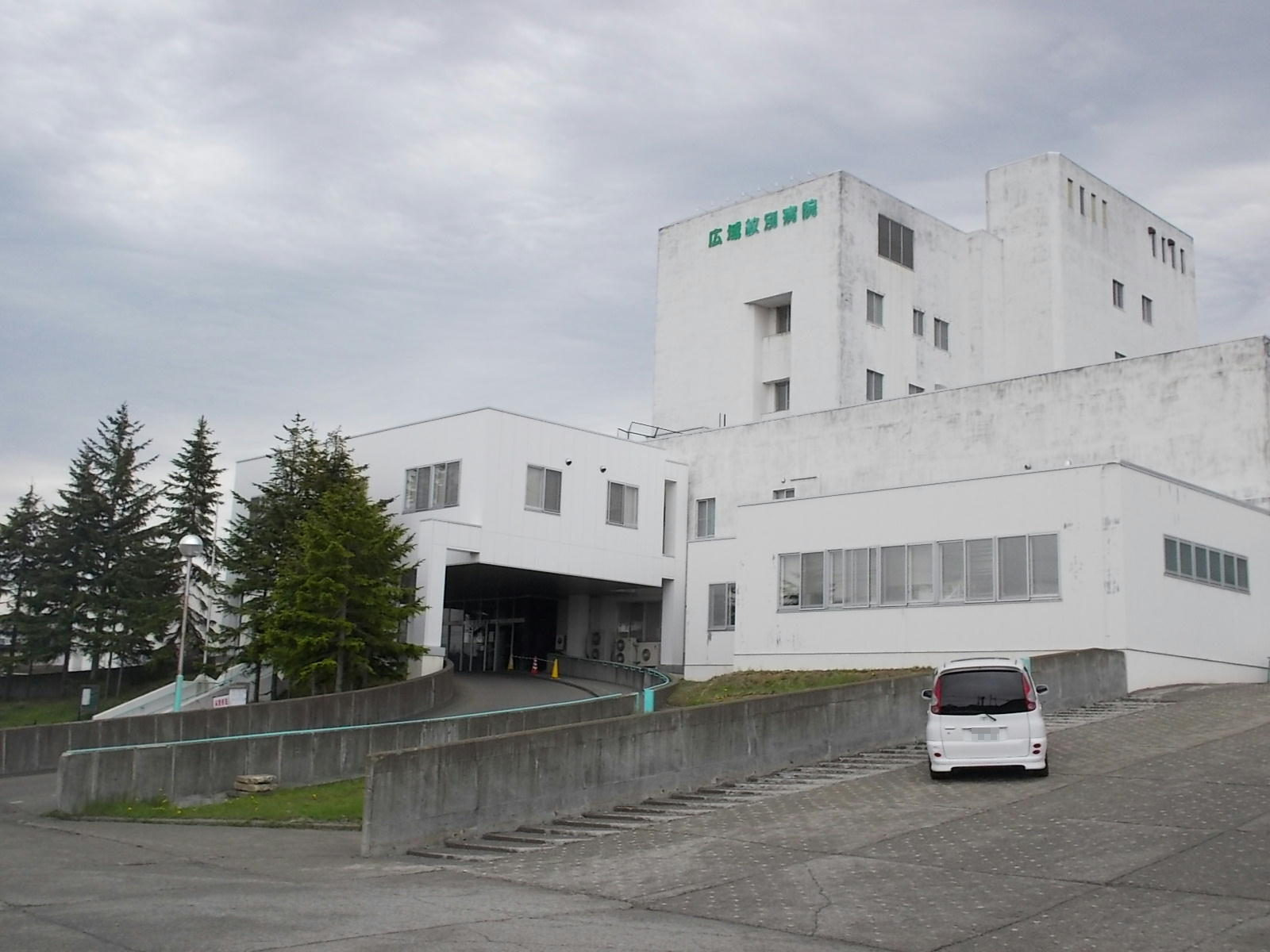
旧病院（2014年5月24日撮影）
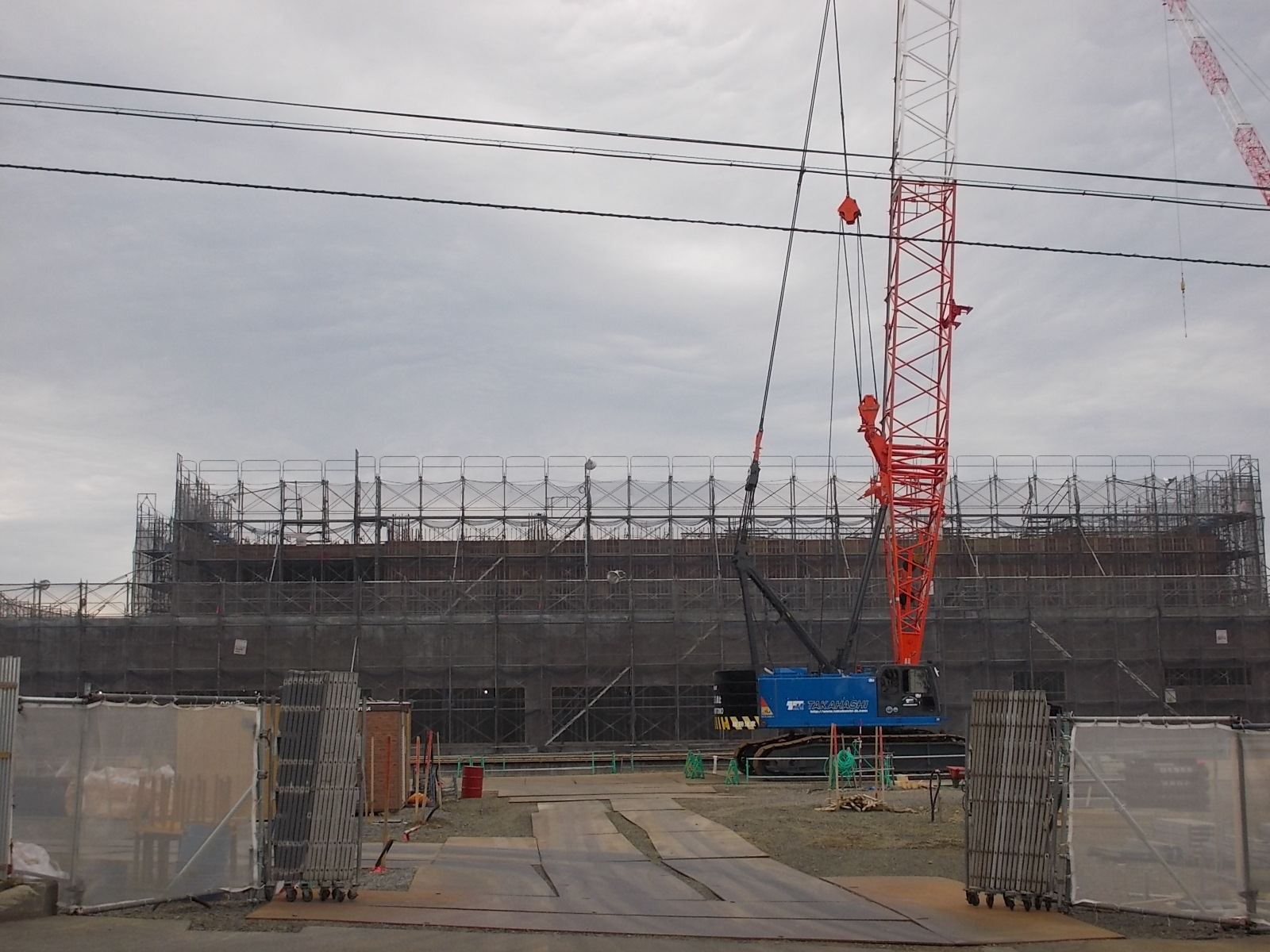
新病院建設状況（2014年5月24日撮影）

## 機関指定
| 保険医療機関                                             | 労災保険指定医療機関                           |
| 指定自立支援医療機関（育成医療・更生医療・精神通院医療） | 身体障害者福祉法指定医の配置されている医療機関 |
| 精神保健指定医の配置されている医療機関                   | 生活保護法指定医療機関                         |
| 結核指定医療機関                                         | 第二種感染症指定医療機関                       |
| 原子爆弾被害者一般疾病医療取扱医療機関                   | 救急告示病院（救急指定病院）                   |
| 災害拠点病院                                             | へき地医療拠点病院                             |
| 地域センター病院                                         | 臨床研修指定病院                               |
| エイズ治療拠点病院                                       | 特定疾患治療研究事業委託医療機関               |
| 小児慢性特定疾患治療研究事業委託医療機関                 | DMAT（災害派遣医療チーム）指定医療機関         |

## 診療科等
診療科
- 総合診療科
- 消化器内科
- 循環器内科
- 呼吸器内科
- 外科
- 産婦人科
- 小児科
- 眼科
- 整形外科
- 精神科
- 耳鼻咽喉科
- 皮膚科
- 泌尿器科
- 神経内科
- 血液内科
- 人工透析
- 麻酔科

部門
- 看護部
- 保健医療連携室
- 医療技術部

## 施設認定
- 日本外科学会外科専門医制度関連施設
- 日本消化器病学会専門医制度関連施設
- 日本小児科学会研修関連施設
- 日本乳癌学会関連施設

## アクセス・駐車場
- 北紋バス「広域紋別病院前」「広域紋別病院北口」バス停下車
- 紋別バスターミナルから車で約5分
- 駐車場あり